# 2014 في نيوزيلندا
فيما يلي قوائم الأحداث التي وقعت خلال عام 2014 في نيوزيلندا.

## سياسة

### انتهاء فترة المنصب
- 20 سبتمبر – بيل إنجليش عضو مجلس النواب نيوزيلندا.

## أفلام
من الأفلام التي صدرت هذه السنة في نيوزيلندا:
- 1 ديسمبر – الهوبيت: معركة الجيوش الخمسة من إخراج بيتر جاكسون.

## وفيات

### فبراير
- 22 فبراير – شارلوت داوسون (مواليد 1966)

### يونيو
- 9 يونيو – ويليام برادفيلد (مواليد 1927)